# Малішка
Малішка (вірм. Մալիշկա) — село в марзі Вайоц-Дзор, на півдні Вірменії. Село розташоване на правому березі річки Арпа на трасі Єреван — Степанакерт, між містами Єхегнадзор і Вайк. Поруч розташовані села Агаракадзор, Гладзор, Вернашен та Зедеа. У селі розташована церква Сурб Анна. У сільській школі є комп'ютерні класи. Поруч з селом розташовані залишки середньовічного міста Моз.

## Видатні уродженці

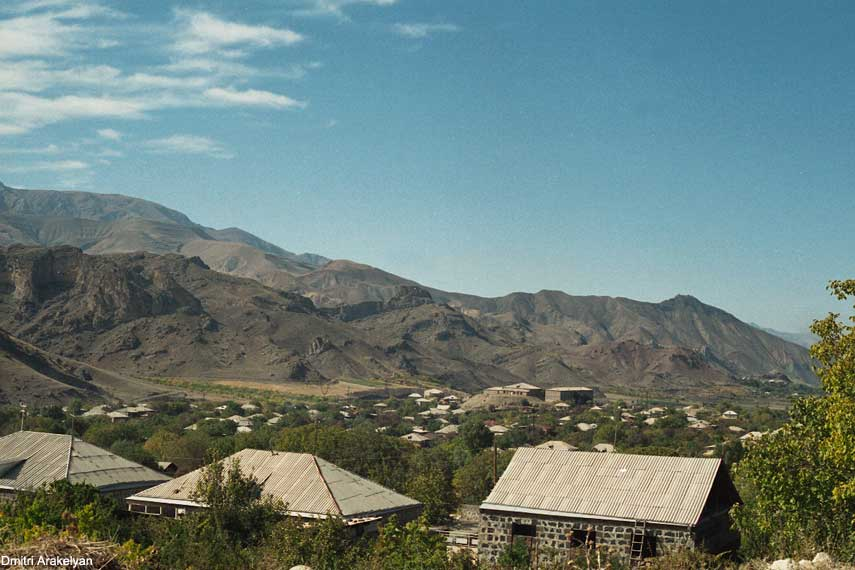
Вигляд на село

- Абрамян Гагік Аршавірович[4]
- Абрамян Армен Аршавірович[5]
- Абрамян Ара[6]
- Тер-Аракелян Ваан[7]
- Мовсісян Мгер Арташович[8]
- Наріне Довлатян (* 1991) — вірменська джазова співачка і акторка.